# 布达布斯菌属
布达布斯菌属（学名：Boudabousia）是放线菌科中的一属。此属的物种兼性厌氧、革兰氏阳性、非运动性、过氧化氢酶阴性的直或微曲甚至有分枝的杆状细菌。此属的模式物种为海哺乳动物布达布斯菌（Boudabousia marimammalium）。

## 词源
“Boudabousia”一词源自突尼斯的第一位微生物学家，即阿卜杜拉蒂夫·布达布斯·齐希（Abdellatif Boudabous Chihi），以表彰他对原核生物系统学所做的贡献。

## 历史
2018年，Nouioui等人使用分子系统发育技术 ，对放线菌门进行了修订。布达布斯菌属正是在这时从放线菌属中拆分出来。

## 下属物种
本属包括以下物种：
- 刘秉阳布达布斯菌 Boudabousia liubingyangii (Meng et al. 2017) Yang et al. 2021
- 海哺乳动物布达布斯菌 Boudabousia marimammalium (Hoyles et al. 2001) Nouioui et al. 2018
- 汤飞凡布达布斯菌 Boudabousia tangfeifanii (Meng et al. 2018) Yang et al. 2021